# Lamináris áramlás
A lamináris kifejezést a folyadékok és gázok mechanikája használja, az áramló közeg belső mozgásának leírására. Latin eredetű szó, szó szerinti jelentése: réteges. Azt jelenti, hogy az áramlásban nincsenek örvények.

## Az áramlás jellemzői
Az áramló közegeket jellemzi a közeg sebessége, és az adott keresztmetszeten időegység alatt átáramló mennyiség. Ideális esetben, ha nem számolunk a közeg belső súrlódásával és a környezettel létrejött kölcsönhatással (például súrlódás a csőfallal), akkor az áramlást homogénnek tekintjük, feltételezzük, hogy a folyadék vagy gáz minden részecskéje azonos sebességgel mozog. Ez a valóságban nem így van, a csőfalnál a részecskék sebessége végtelenül kicsinek tekinthető a súrlódási viszonyok miatt, az áramlás belsejében pedig az áramló közeg jellemzőitől, az áramlási sebességtől, az áramlási keresztmetszet méretétől és alakjától függ.

Lamináris (a) és turbulens (b) áramlás rajza

Laminárisnak nevezzük az áramlást, ha a közeg rétegesen áramlik, mintha végtelen számú koncentrikus cső mozogna, tehát a részecskék mozgási iránya az áramlással párhuzamos, annak az áramlás irányára merőleges összetevője nincs, de a különböző rétegek sebessége az áramlás határához mért távolságtól függően különböző lehet.
Ellentéte a turbulens áramlás.

## A Reynolds-szám
Osborne Reynolds 1883-ban festéssel vizsgálta a víz áramlását, és megállapította, hogy csak egy bizonyos sebesség fölött jönnek létre örvények a vezetékben. Az áramlások hasonlóságának mérőszámaként vezette be a Reynolds-számot, ami segít megítélni azt is, hogy a szóban forgó áramlás lamináris-e. Számítása:
{\displaystyle {\mathrm {Re} }={{v\cdot de} \over {\nu }}={\frac {v\cdot de\cdot \rho }{\mu }}},
ahol v az áramlás karakterisztikus sebessége, de a cső egyenátmérője, ν a kinematikus viszkozitás, μ a dinamikus viszkozitás és ρ az áramló folyadék sűrűsége.
Egy empirikusan meghatározható kritikus {\displaystyle \mathrm {Re_{krit}} } számtól a lamináris áramlás instabillá válik a zavaró hatásokkal szemben. Ez az érték csőben áramló folyadék esetén:
{\displaystyle \mathrm {Re_{krit}} ={\frac {v_{\rm {m}}\cdot d}{\nu }}\approx 2320}
ahol vm az áramlás átlagsebessége, és d a vezeték átmérője. 
Sík felület fölötti áramlás esetén a kritikus Reynolds-szám:
{\displaystyle \mathrm {Re_{krit}} ={{v_{0}\cdot x} \over {\nu }}\approx 10^{5}}.
Itt x a lemez hossza, és v0 a zavarás nélküli áramlás sebessége.

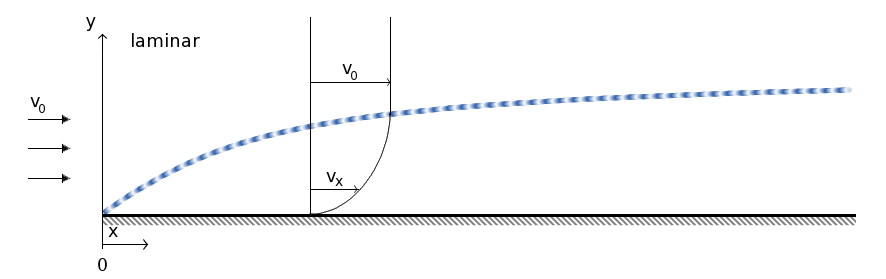
Sík felszín fölötti lamináris határréteg. Ebben a rétegben Re_{x} minden x-re kisebb, mint Re_{krit} ≈ 10^{5}. A lemez x hosszúsága véges.